# UPT I Seuneubok Pusaka
UPT I Seuneubok Pusaka is een bestuurslaag in het regentschap Aceh Selatan van de provincie Atjeh, Indonesië. UPT I Seuneubok Pusaka telt 644 inwoners (volkstelling 2010).